# 奧瓦爾 (葡萄牙)
奧瓦爾（葡萄牙語：Ovar），是葡萄牙的城市，位於該國西北部中部大區，由阿威羅區負責管轄，面積148平方公里，2011年人口55,398，人口密度為每平方公里380人。

## 友好城市
- 法國 皮蒂维耶